# 굴절 망원경

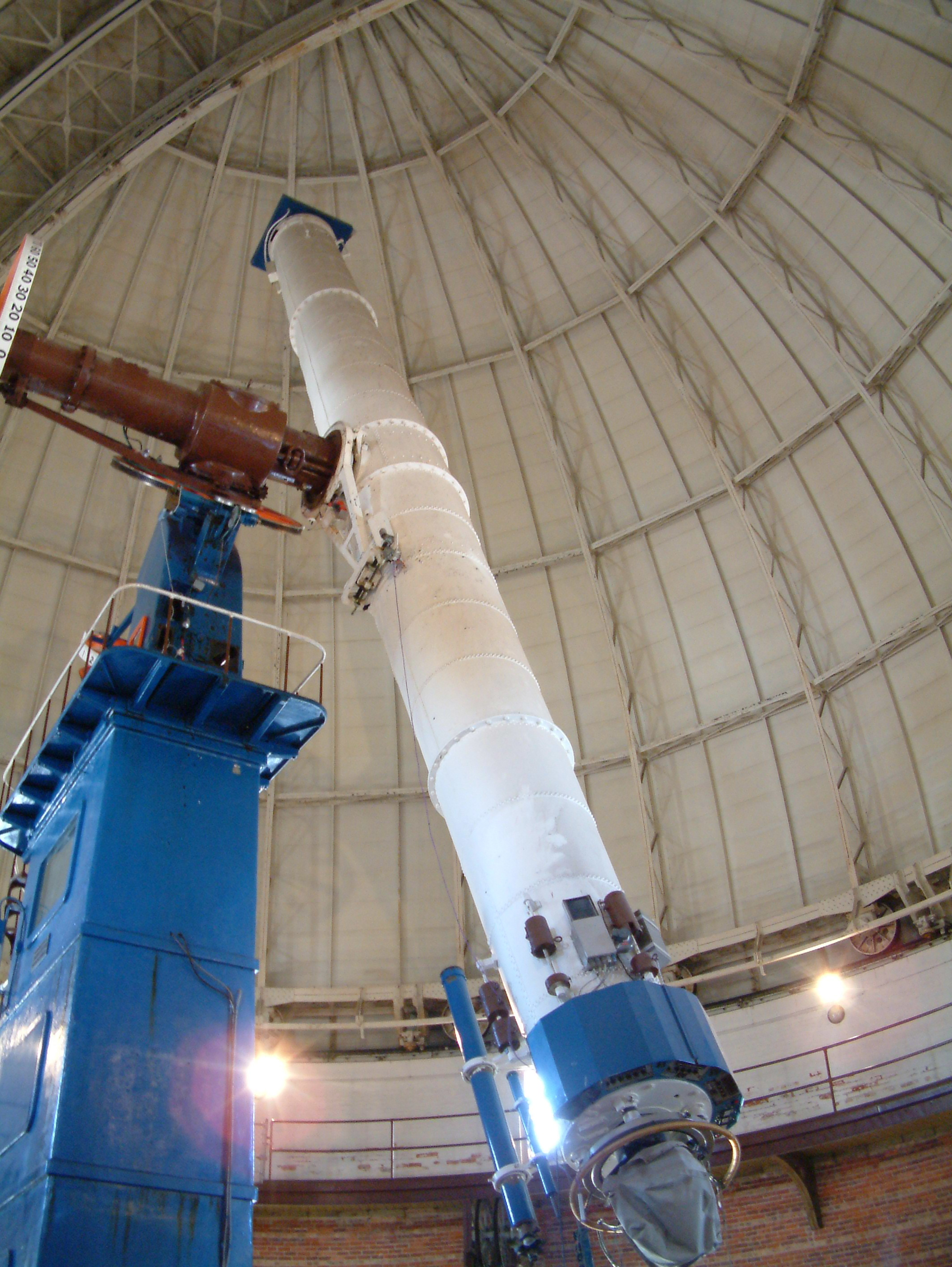
여키스 천문대의 망원경.

굴절 망원경(屈折 望遠鏡, 영어: refractor, refracting telescope)은 렌즈를 이용해서 빛을 모으는 망원경을 말한다. 보통 2매 이상의 렌즈를 조합하여 빛을 모으고 피사체의 영상을 확대해서 보여주는데, 망원경의 양 끝이 밀폐된 구조의 경통을 가지므로 반사 망원경에 비해서 안정된 상(像)을 만들어내는 장점이 있다. 하지만, 빛이 렌즈를 통과하면서 굴절될 때 색수차가 발생하는 단점이 있으며, 큰 구경의 렌즈 제작이 쉽지 않은 단점이 있다.(※ 굴절망원경의 색수차는 굴절률이 다른 두 개 이상의 렌즈를 복합해서 만들면 거의 해결이 된다.) 렌즈의 구성에 따라 볼록 렌즈 두 개로 되어있는 케플러식 망원경과 볼록 렌즈와 오목 렌즈로 되어있는 갈릴레이식 망원경이 있다. 현재 대부분의 굴절망원경은 케플러식 망원경이다.

## 종류

### 케플러식 망원경

케플러식 망원경은 1611년에 요하네스 케플러가 발명한 망원경으로, 갈릴레오의 망원경을 발전시킨 것이다. 케플러식 망원경은 갈릴레오의 망원경이 접안 렌즈에 오목 렌즈를 사용한 것과 달리 볼록 렌즈를 사용했다.

### 갈릴레이식 망원경
갈릴레이식 망원경은 1608년 네덜란드의 안경제조업자인 한스 리페르셰이가 발명한 망원경으로, 갈릴레오 갈릴레이의 망원경과 같은 원리이다. 리페르셰이는 우연한 기회에 두 개의 렌즈를 적당한 간격으로 두었을 때 멀리 있는 물체를 확대해 볼 수 있다는 사실을 발견하게 된다. 이 사실을 들은 갈릴레이는 이듬해 자신이 직접 망원경을 제작하게 되는데, 대물렌즈를 볼록렌즈로, 접안렌즈를 오목렌즈로 구성해 망원경을 만들었고, 이를 갈릴레이식 망원경이라 부른다.

## 스펙
굴절 망원경도 반사 망원경의 경우에서처럼 제원(spec)으로는 전문가 사이에서 상이 맺혀지는 것과 관계있는 F값이 주로 다루어진다.  
{\displaystyle F={{\text{대 물 렌 즈  초 점 거 리 }} \over {\text{ 대 물 렌 즈  구 경 }}}}
대물렌즈의 초점거리는 렌즈가 상이 맺혀지는 길이이다. 대물렌즈의 구경은 일반적으로 mm 단위이다.
F값은 1차적인 망원경의 성능이다. 추가적으로 접안렌즈의 고배율을 위해 접안렌즈를 교체함으로써 2차적인 망원경의 성능을 높일수있다.  
따라서 이러한 렌즈의 조정을 통해 배율이 유동적일수는 있으나 기본적인 망원경의 성능 배율은 한계가 있게된다. 
한편 대물렌즈(주경,object lens)의 초점거리는 대략적인 망원경 본체의 전체 길이와 관련있다.

## 배율
{\displaystyle {\text{배 율 }}={{\text{대 물 렌 즈   초 점 거 리 }} \over {\text{ 접 안 렌 즈  초 점 길 이  }}}}
배율은 대물렌즈의 초점거리를 접안렌즈의 초점길이로 나눈값이다. 따라서 렌즈간 초점거리가 500mm이고 접안렌즈의 초점길이가 20mm인경우와 렌즈간 초점거리가 1000mm이고 접안렌즈의 초점길이가 40mm인경우는 같은 25배율의 밝기 성능을 갖는다.

## 같이 보기
- 망원경
- 반사 망원경(reflecting telescope) - 거울을 이용한 망원경
- 반사-굴절 망원경 - 렌즈와 거울을 이용한 망원경